# Єльниківський район
Є́льниківський район (рос. Ельниковский район, мокш. Ельниконь аймак, ерз. Кузбуе) — муніципальний район у складі Республіки Мордовія Російської Федерації.
Адміністративний центр — село Єльники.

## Населення
Населення району становить 9461 особа (2019, 11995 у 2010, 13359 у 2002).

## Адміністративно-територіальний поділ
На території району 10 сільських поселень:
| Поселення                                     | Площа, км² | Населення, осіб (2002) | Населення, осіб (2010) | Населення, осіб (2019) | Центр                         | Населені пункти |
| --------------------------------------------- | ---------- | ---------------------- | ---------------------- | ---------------------- | ----------------------------- | --------------- |
| Акчеєвське сільське поселення                 | 32,76      | 619                    | 558                    | 394                    | Акчеєво                       | 4               |
| Великомордовсько-Пошатське сільське поселення | 97,92      | 940                    | 750                    | 548                    | Великі Мордовські Пошати      | 8               |
| Єльниківське сільське поселення               | 251,46     | 6573                   | 6553                   | 5198                   | Єльники                       | 14              |
| Каньгушанське сільське поселення              | 33,63      | 568                    | 444                    | 339                    | Каньгуші                      | 3               |
| Мордовсько-Маскинське сільське поселення      | 44,55      | 297                    | 236                    | 193                    | Мордовсько-Маскинські Виселки | 3               |
| Надеждинське сільське поселення               | 100,63     | 496                    | 388                    | 314                    | Надеждино                     | 6               |
| Новодівиченське сільське поселення            | 154,42     | 1256                   | 996                    | 739                    | Новодівиче                    | 14              |
| Новонікольське сільське поселення             | 80,86      | 667                    | 454                    | 311                    | Новонікольське                | 3               |
| Новоямське сільське поселення                 | 192,33     | 629                    | 448                    | 343                    | Новоямська Слобода            | 9               |
| Стародівиченське сільське поселення           | 67,49      | 1314                   | 1168                   | 867                    | Стародівиче                   | 4               |

- 26 травня 2014 року було ліквідоване Мордовсько-Коринське сільське поселення, його територія увійшла до складу Великомордовсько-Пошатського сільського поселення[4].
- 17 травня 2018 року було ліквідовані Новоусадське сільське поселення та Старотештелімське сільське поселення, їхні території увійшли до складу Новодівиченського сільського поселення[5].
- 24 квітня 2019 року було ліквідоване Великоуркатське сільське поселення, його територія увійшла до складу Єльниківського сільського поселення[6].

## Найбільші населені пункти
Найбільші населені пункти з чисельністю населення понад 1000 осіб:
| № | Населений пункт | Населення, осіб (2002) | Населення, осіб (2010) |
| - | --------------- | ---------------------- | ---------------------- |
| 1 | Єльники         | 5 678                  | 5 905                  |